# Белово (Ленинградская область)
Белово (фин. Piilova) — упразднённая деревня на территории Любанского городского поселения Тосненского района Ленинградской области.

## История
На карте Санкт-Петербургской губернии 1792 года А. М. Вильбрехта на месте современной обозначена деревня Белая.
Деревня Белова упоминается на карте Санкт-Петербургской губернии Ф. Ф. Шуберта 1834 года.

БЕЛОВА — деревня принадлежит наследникам генерала от инфантерии Александра Балашова, число жителей по ревизии: 16 м. п., 19 ж. п. (1838 год)

В пояснительном тексте к этнографической карте Санкт-Петербургской губернии П. И. Кёппена 1849 года она записана как деревня Piilawa (Белова), количество её жителей на 1848 год: савакоты — 16 м. п., 16 ж. п., всего 32 человека, а также русские, количество которых не указано. Деревня входила в лютеранский приход Ярвисаари.

БЕЛОВА — деревня господина Балашева, по почтовому тракту и по просёлочной дороге, число дворов — 6, число душ — 15 м. п. (1856 год)

Деревня Белова упоминается на карте Санкт-Петербургской губернии Ф. Ф. Шуберта 1860 года

БЕЛОВО — деревня владельческая при колодцах, число дворов — 9, число жителей: 19 м. п., 21 ж. п.. (1862 год)

В конце XIX — начале XX века деревня административно относилась к 1-му стану Шлиссельбургского уезда Санкт-Петербургской губернии. По приходским данным население деревни было исключительно финским.
С 1917 по 1921 год деревня входила в состав Беловского сельсовета Любанской волости Шлиссельбургского уезда.
С 1922 года в составе Любанского сельсовета.
С 1923 года в составе Лезьенской волости.
Согласно данным переписи населения СССР 1926 года в деревне Белово (Пиллово) проживали 143 человека — большинство ингерманландцы, а также русские и латыши.
С февраля 1927 года в составе Ульяновской волости. С августа 1927 года в составе Колпинского района Ленинградской области.
В 1928 году население деревни также составляло 143 человека.
С 1930 года в составе Тосненского района.
По данным 1933 года деревня также входила в состав Любанского сельсовета.

План деревни Белово. 1941 год

Согласно топографической карте РККА 1941 года деревня насчитывала 32 двора. В деревне была своя школа.
В 1965 году население деревни составлял 1 человек.
По данным 1966 и 1973 годов деревня находилась в составе Шапкинского сельсовета.
Согласно административным данным 1990 года деревня Белово в составе Тосненского района не значилась.
С 2017 года на месте деревни расположена эко-усадьба «Белово».

## География
Деревня располагалась в северо-восточной части района на автодороге 41А-004 (Павлово — Мга — Луга), к северу от центра поселения — города Любань.
Расстояние до ближайшей железнодорожной станции Шапки — 6 км.
К востоку от места расположения бывшей деревни протекает река Мга, к западу — река Чудля.